# Merranderie

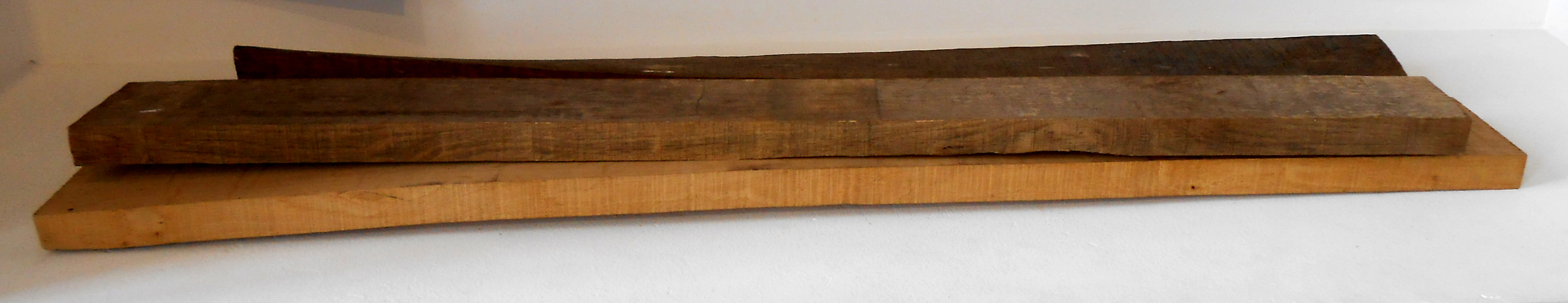
Des merrains

La merranderie est l'activité qui consiste à produire des merrains, c'est-à-dire des lattes rectangulaires issues du fendage du bois.
Le merrain est la matière première principale du tonnelier. Ce mot apparaît dans le droit en 1624, défini comme « bois fendu en planches » ; « propre à différents ouvrages ».
Buffon emploie le terme merrain pour désigner la matière du bois du cerf. « Le merrain gros et bien perlé, avec grand nombre d'andouillers forts et longs ».

## Caractéristiques des merrains

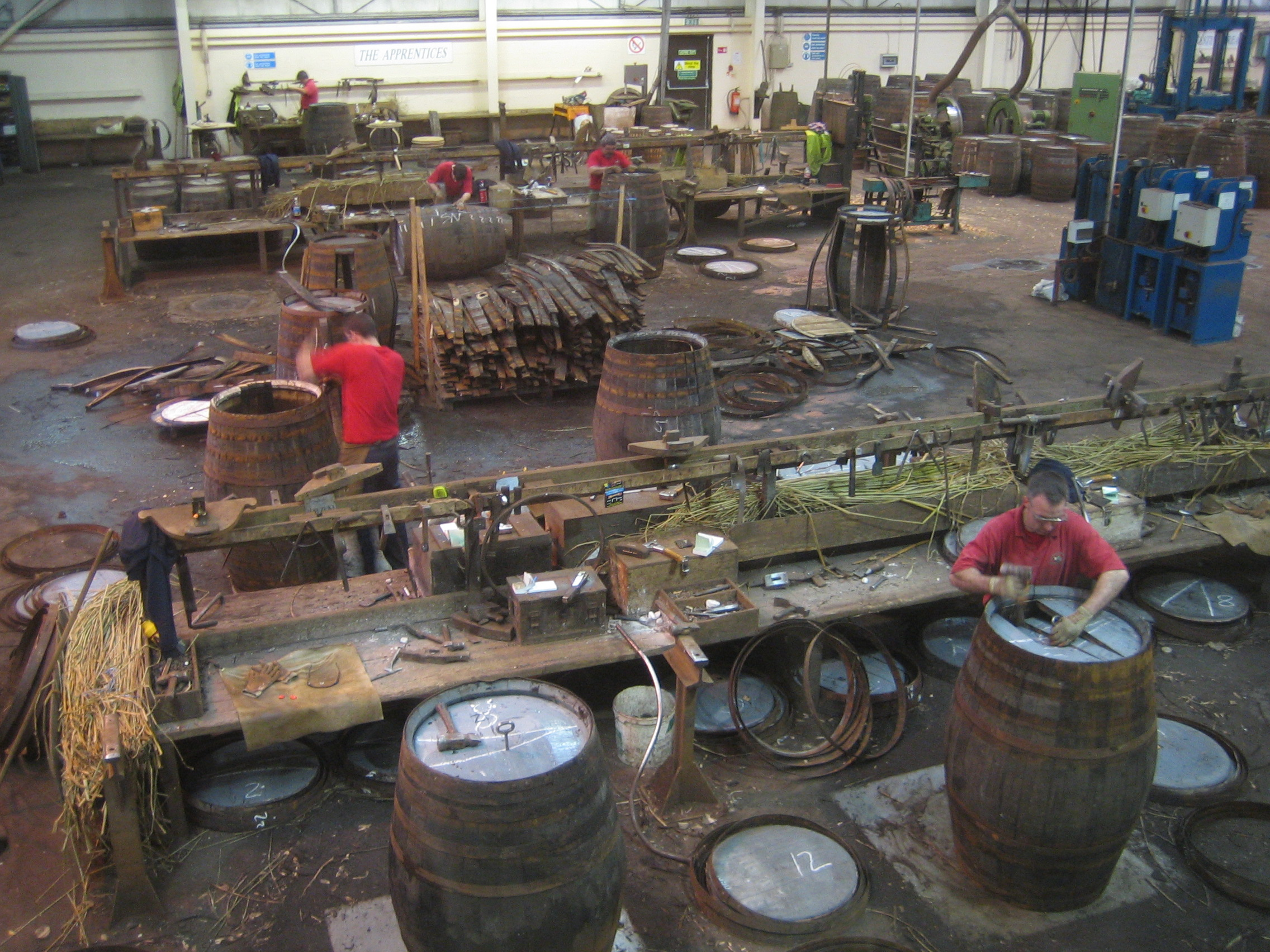
Le merrain est le bois de chêne, fendu, qui sert à fabriquer les tonneaux (ici de whisky en Écosse)

Ils ont une épaisseur comprise entre 18 et 35 millimètres et une largeur de 40  à   120 mm pour la fabrication de fûts en bois.
Ils sont généralement en bois de chêne, fendus, dont on fait des panneaux, des douves ou douelles de tonneaux et d’autres ouvrages. On parle de « bois merrain » ou de « merrain ».

## Origine des bois

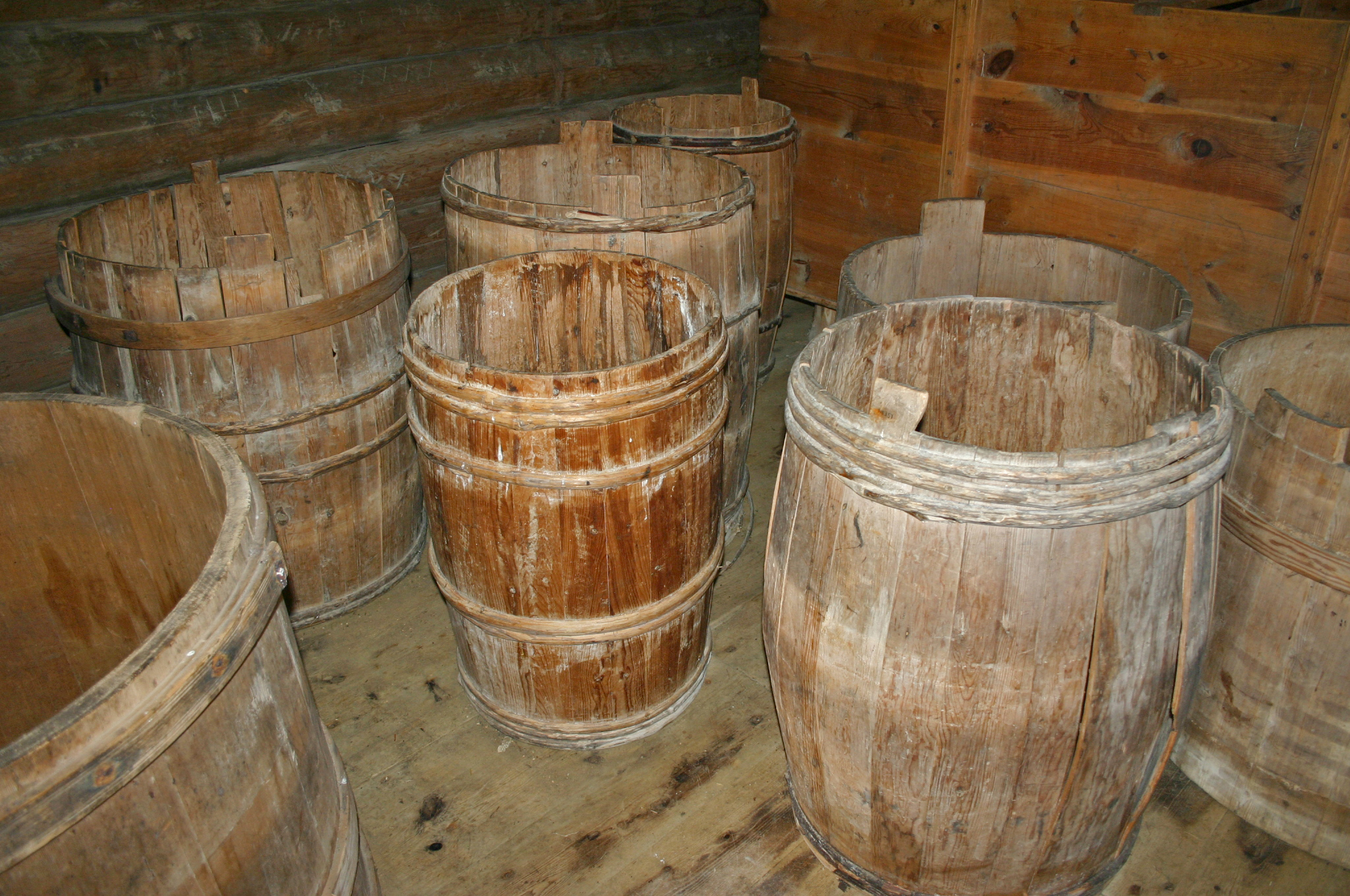
Tonneaux destinés à la conservation de nourriture et non de vin

De plus les chênes pédonculés et sessiles européens conviennent le mieux à l'élevage du vin, au contraire du chêne rouge et du chêne blanc qui constituent respectivement deux tiers et un tiers des chênaies nord-américaines, trop riches en tanins et qui de ce fait ne conviennent qu'au vieillissement des alcools forts.
En France, le bois de merrain et la tranche de chêne représentent aujourd’hui environ 15 % du volume de bois de chêne sorti des forêts de France (35 % en valeur), sachant que selon le Comité des forêts, le volume de chêne commercialisé en France dans ces qualités a triplé depuis 1980 et que le marché du merrain a quintuplé depuis 1980, devenant dans les années 2000 le premier débouché — en valeur — du chêne français. Le bois qui s'est fendu à cause du gel conserve une valeur importante pour la fabrication de merrains.

## Production
La production de merrains est une des spécialités de la France en raison de l'importance de sa production vinicole et d'alcool vieillis en fûts de chêne. Les tonneaux produits en France (pour une valeur estimée à 400 millions d'euros en 2006) fournissent 75 % de la demande mondiale. 80 % environ de ces tonneaux sont exportés vers les « nouveaux » pays producteurs de vin produits en fûts (à plus de 50 % vers les États-Unis, puis vers l’Australie, le Chili et l’Afrique du Sud).
En 2006, environ 300 000 m3 de « billons à merrain » ont été commercialisés en France (soit plus de 10 % du volume de bois d’œuvre de chêne mis sur le marché et 30 % des revenus en valeur), pour un montant estimé à 120 millions d'euros/an. Une demande apparaît de bois écocertifiés, voire écosociocertifiés (Forest Stewardship Council par exemple). L'Amérique du Nord exporte du merrain de chêne blanc ou rouge ou des tonneaux de chêne vers le Royaume-Uni (pour une valeur de 50-60 millions de dollars) pour les alcools forts (whisky essentiellement), alors que l'Europe (France, Belgique et Allemagne surtout) exporte ses chênes vers les autres pays ou continents pour les vins de qualité.
40 % du volume des chênes (et plus de 50 % pour le chêne de qualité supérieure) sont en France vendus par l'Office national des forêts. Les prix d'achat à l'Office national des forêts servent de référence pour le marché français mais aussi pour le marché mondial du chêne de qualité.

### Prix
Les prix vont de 400  à   800 euros/m3 pour les grumes de chêne destinées à la tonnellerie, contre 100 euros/m3 pour celles destinées au parquet et 50 euros/m3 pour les traverses ou charpentes. Pour certaines grumes de chêne, les prix peuvent parfois atteindre les 2 000 euros/m3,, selon l'âge du chêne, sa valeur patrimoniale et sa provenance. Certaines forêts, comme la forêt de Tronçais ou bien la forêt d'Amboise, sont réputées pour la qualité de leur chêne (en majorité du chêne sessile), ainsi que la forte valeur patrimoniale de ces derniers. Certains sont âgés de plus de 300 ans, notamment dans la futaie Colbert, dans la forêt de Tronçais.

## Aspect sanitaire
Des bois mitraillés ou provenant de zone de guerre (zones rouges) ou de zones polluées ont pu être utilisés pour produire des merrains, avec le risque de libérer du plomb ou d'autres substances toxiques dans le vin ou les alcools ayant séjourné à leur contact.